# Apoballa errabunda
Apoballa errabunda är en insektsart som beskrevs av Brunner von Wattenwyl 1878. Apoballa errabunda ingår i släktet Apoballa och familjen vårtbitare. Inga underarter finns listade i Catalogue of Life.